# Shekhawati
Shekhawati (hindi: शेखावाटी, Śekhāwāṭī) és una regió semiàrida del nord del Rajasthan. Correspon als moderns districtes de Jhunjhunu i Sikar. Generalment algunes parts del districtes de Churu i Nagaur també són considerades part de la regió. La seva superfície és de 13.784 km² (regió històrica 11.000 km²); la població és considerada molt guerrera i aporta el major nombre de persones a l'exèrcit de l'Índia de totes les regions del país. La regió històrica tal com existia fins al 1947 incloïa 12 ciutats i 953 pobles. la població el 1901 era de 471.961 habitants dels quals 413.237 eren hindús (87%) i musulmans l'11%. Les ciutats principals eren Sikar, Fatehpur, Nawalgarh, Jhunjhunu, Ramgarh, i Lachmangarh. Destaca per les nombroses cases de notables (havelis). Les temperatures són extremes, entre sota zero a l'hivern i 50 graus a l'estiu. El vent calent de l'estiu és conegut com a "loo"; la pluja és reduïda i l'aigua del juliol i agost s'acumula en dipòsits per ús durant la resta de l'any. L'escassedat es produeix sovint i es donen anys de fam en els que els ramats es redueixen drasticament. El territori és arenós. El camell és l'animal utilitzat pel petit transport i les feines del camp; el territori té coure, sal, niquel i cobalt. La llengua del país és un dialecte del rajasthani que parlen un tres milions de persones.

## Etimologia
El nom Shekhawati apareix esmentat per primer cop al segle XVIII. El coronel W.S.Gardener el va utilitzar el 1803 i després el coronel James Tod va escriure una història del país. El nom derivaria del rajput kachhwaha Rao Shekha Ji (o Shekhaji) que va néixer de Mokal Ji (o Mokalji) i la seva dona, després de molt de temps sense tenir fills, suposadament per la intervenció divina. Shekhawati vol dir el "terra de Shekha". Una altra teoria diu que derivaria de la paraula persa "sheekh" que vol dir "arena de la costa", però la teoria sembla molt forçada.

## Ciutats i viles
- Bairas
- Baggar
- Bissau
- Chirawa
- Churu
- Danta Ramgarh
- Dundlod
- Fatehpur
- Jhunjhunu
- Khandela
- Khatushyamji
- Khetri
- Laxmangarh
- Mahansar
- Mandawa
- Mukungarh
- Nawalgarh
- Neem ka thana
- Pilani
- Ramgarh
- Salasar Balaji
- Shri Madhopur
- Sikar
- Surajgarh
- Chhapar
- Buhana

## Petits pobles notables
- Al districte de Jhunjhunu: Gudhagorji, Jhajhar, Chirana, Khirod, Sultana, Jakhal, Gura, Paunkh, Keharpura Kalan, Alsisar, Malsisar, Taen, Parasrampura
- Al districte de Sikar: Khandela, Birodi, Divrala, Mehroli, Khoor, Bhagatpura, Harsh.
- Al districte de Churu: Sandwa, Salasar, Kanuta, Taranagar (abans Reynni)

## Història
La regió hauria format part de l'antic regne de Matsya i arribava fins al riu Sarawasti; el Rigveda dona certes evidències en aquest sentit. Dels 16 mahajanapades anteriors a Buda, només dos janapades, Avanti i Virata estaven a la regió del Rajasthan. Shekhawati hauria estat sota influència d'Avanti per caure després en mans dels nandes de Magadha. Els mauryes van dominar Rajasthan arrabassant-lo als nandes. Després va estar en mans dels guptes.
Amb la conquesta musulmana la major part del Shekhawati estava en mans d'un subclan dels rajputs chauhans, que al segle XIII van poder conservar el territori com a feudataris del sultanat de Delhi a canvi de convertir-se a l'islam, rebent llavors el nom de kaimkhanis. Al final del segle XIV el raja d'Amber, Udaikaran, del clan Kachwaha, i després el seu quart fill Balaji o Baloji, van començar a arrabassar territoris als kaimkhanis. Balaji i el seu fill Mokal o Mokalji pagaven tribut al raja d'Ambar; però el fill d'aquest darrer, Shekhaji, senyor de Dhundhar va ampliar el seu poder i va establir el seu propi regne independent (1445-1488) amb capital a Amarsar que va fundar el 1460.
Shekhaji fou el primer sobirà independent; després van seguir Rao Raimal, Rao Suja i Rao Lunkaran sota els quals el Shekhawati fou independent amb relació a Amber (després Jaipur). Els descendents de Shekhaji foren anomenats els Shekhawats i van formar un subclan dels kachwahes. Les dues principals branques dels Shekhawats foren els Raisilots i els Sadhanis, els primers descendents de Raisil o Raisal, un besnet de Shekhaji i fill de Lunkaran, que pels serveis als emperador Akbar el Gran, va rebre grans honors i terres (com el districtes de Khandela, Rewassa i Udaipurwati), i un mansab de 1.250 cavalls; Raisil fou succeït pel seu fill Rao Manohar que va fundar Manoharpur, si bé la capital fou més tard (vers 1800) traslladada a Shahpura, al modern districte de Jaipur (que no s'ha de confondre amb la Shahpura del districte de Bhilwara que fou capital del principat del mateix nom). Encara modernament el senyor de Shahpura era el cap (tikai) del subclan Shekhawat dels kachwahes. Raisil fou l'origen dels rao rages de Sikar, raos de Khandela, raos de Manoharpur (Shahpura) i thakurs de Kasli. Els Sadhanis derivaven del tercer fill de Raisil, Bhoj Raj, i va agafar el nom d'un descendent d'aquest, un besnet anomenat Sadhu o Sardul, origen dels rages de Khetri i els thakurs de Bissau, Nawalgarh, Surajgarh, Malsisar, Arooka, Alsisar, Mahensar, Mandawa, Mukundgarh i Dundlod entre d'altres. Els diversos thakurs i raos formaven una confederació presididia pel senyor de Shahpura. Al segle XVIII maharajà Jai Singh II, com a lloctinent de l'imperi, els va obligar a esdevenir tributaris i va concedir al cap el títol de tazimi sirdar. La submissió fou completa quan els marathes van envair Rajputana a la segona meitat del segle XVIII. Després de 1803 va quedar sota influència britànica; el 1836-1837 a causa de la manca de feina, que produïa agitació al país, es va decidir crear un cos de cavalleria i després es van crear dos regiments d'infanteria i una bateria de sis canons, formant la Shekhawati Brigade manada pel tinent Forster que va rebre el rang de major de l'estat de Jaipur. Aquesta força va ser molt eficient, i els robatoris i actes de bandolerisme a la regió van desaparèixer; la brigada fou llicenciada el 1842 i un dels regiment fou incorporat a les forces britàniques (13è Regiment Rajput conegut com a Regiment Shekhawati) del qual els maharajas de jaipur foren coronels honoraris des de 1904.
El sistema de partició de l'estat entre tots els fills de cada governant va provocar un gran fraccionament del territori i fora dels grans estats i les thikanes més grans, i havia diversos pobles sols governats per un membre del clan Shekhawat.

### Thikanes del Shekhawati
Els clans del Shekawati van establir diverses thikanes o petits feus, generalment centrats en una fortalesa o castell, amb palaus i havelis notables. Les thikanes del Shekawati corresponen a dues branques principals i dividides en set subbranques.
| Tazimi Thikana                                 | Branca                     | Títol           | Establerta per                                  | Establerta el | Forts i Palaus                                                                                                  | Representant actual                                             |
| ---------------------------------------------- | -------------------------- | --------------- | ----------------------------------------------- | ------------- | --- | --------------------------------------------------------------- |
| 1.Shahpura (cap i casal dels Shekhawats)       | Lunkaran Ji Ka             | Rao             | Rao Manohar Ji                                  | 1584          | 1 fort i palau Palau Arxivat 2010-01-14 a Wayback Machine.                                                      | Rao Rajendra Singh Ji (polític del BJP)                         |
| 2.Khetri                                       | Bhojraj Ji Ka (Panchpana)  | Raja i Bahadur  | Thakur Kishan Singh Ji                          | 1742          | 2 forts & 1 Palau                                                                                               | -                                                               |
| 3.Dundlod                                      | Bhojraj Ji Ka (Panchpana)  | Rawal           | Thakur Kesari Singh Ji                          | 1750          | 1 fort (Dundlod Fort Arxivat 2010-01-28 a Wayback Machine.)                                                     | -                                                               |
| 4.Nawalgarh                                    | Bhojraj Ji Ka (Panchpana)  | Rawal i Bahadur | Thakur Nawal Singh Bahadur                      | 1737          | 3 forts (Bala Kila Fort, Fatehgarh Fort a Nawalgarh i Dalelgarh, avui una escola) i un palau (Roop Niwas Kothi) | -                                                               |
| 5.Mukandgarh                                   | Bhojraj Ji Ka (Panchpana)  | Thakur          | Thakur Mukand Singh Ji                          | 1859          | 1 fort | Thakur Ajit Singh Ji                                            |
| 6.Mandawa línia 1 (Pana-1) i línia 2 (Pana-2)  | Bhojraj Ji Ka (Panchpana)  | Thakur, Thakur  | Thakur Padam Singh Ji, Thakur Gyan Singh Ji     | 1791          | 1 fort-palau Castle Mandawa Arxivat 2008-05-15 a Wayback Machine.                                               | Thakur Durga Singh Ji                                           |
| 7.Mehansar                                     | Bhojraj Ji Ka (Panchpana)  | Thakur          | Thakur Nahar Singh Ji                           | 1768          | 1 fort(Fort Mehansar Arxivat 2009-10-24 a Wayback Machine.)                                                     | ?                                                               |
| 8.Bissau                                       | Bhojraj Ji Ka (Panchpana)  | Rawal           | Thakur Kesari Singh Ji                          | 1746          | 1 fort i 1 palau (Palau de Bissau)                                                                              | Rawal Sanjay Singh Ji                                           |
| 9.Alsisar línia 1 i línia 2 (Pana-1), (Pana-2) | Bhojraj Ji Ka (Panchpana)  | Thakur, Thakur  | Thakur Chattar Singh Ji, Thakur Ganpat Singh Ji | 1853, 1853    | 1 fort (Fort Alsisar Arxivat 2009-04-28 a Wayback Machine.)                                                     | Thakur Narender Singh Ji (Pana 1), Thakur Gaj Singh Ji (Pana 2) |
| 10.Malsisar                                    | Bhojraj Ji Ka (Panchpana)  | Thakur          | Thakur Maha Singh Ji                            | 1745          | 1 fort | -                                                               |
| 11.Mandrella                                   | Bhojraj Ji Ka (Panchpana)  | Thakur          | Thakur Daulat Singh Ji                          | 1751/1791     | 1 fort | -                                                               |
| 12.Chowkari                                    | Bhojraj Ji Ka (Panchpana)  | Thakur          | Thakur Bakhat Singh Ji                          | 1745          | 1 fort | ?                                                               |
| 13.Heerwa                                      | Bhojraj Ji Ka (Panchpana)  | Thakur          | Thakur Ramnath Singh Ji                         | 1763          | 1 fort | ??                                                              |
| 14.Seegra                                      | Bhojraj Ji Ka (Panchpana)  | Thakur          | Thakur Mehtabh Singh Ji                         | 1763          | 1 fort | ?                                                               |
| 15.Surajgarh                                   | Bhojraj Ji Ka (Panchpana)  | Thakur          | Thakur Surajmal Ji                              | 1778          | 1 fort | ?                                                               |
| 16.Udaipurwati                                 | Bhojraj Ji Ka (Pentalisa)  | Thakur          | Thakur Bhojraj Ji                               | 1608          | 1 Palau (en ruïnes)                                                                                             | -                                                               |
| 17.Parsurampura                                | Bhojraj Ji Ka(Panch Pana)  | Thakur          | Thakur Bhawani Singh Ji                         | ?             | 1 fort | -                                                               |
| 18.Taen                                        | Bhojraj Ji Ka(Panch-Paana) | Thakur          | Thakur Salem Singh Ji                           | 1761          | 2 Forts (un a Taen i un a Sirohi, tehsil Neem Ka Thana)                                                         | ?                                                               |
| 19.Sikar                                       | Rao Ji Ka                  | Rao Raja        | Rao Daulat Singh Ji                             | 1687          | 1 fort i 1 palau                                                                                                | Rao Raja Bikram Singh Ji                                        |
| 20.Kasli                                       | Rao Ji Ka                  | Rao             | Rao Tirmal Ji                                   | ?             | 1 fort | Coronel Rao Raj Singh Ji                                        |
| 21.Shyamgarh                                   | Rao Ji Ka                  | Thakur          | Thakur Shyam Singh Ji                           | ?             | 1 fort | -                                                               |
| 22.Jahota                                      | Achaldas Ji Ka             | Thakur          | Thakur Achal Singh Ji                           | ?             | 1 fort | Thakur Harendra Singh Ji                                        |
| 23.Khandela-Bara Pana (Sènior)                 | Girdhar Ji Ka              | Raja            | Raja Udai Singh Ji                              | 1697          | 1 fort (Fort Bada Pana)                                                                                         | Raja Govind Singh Ji                                            |
| 24.Khandela- chhota Pana (Júnior)              | Girdhar Ji Ka              | Raja            | Raja Fateh Singh Ji                             | 1683          | 1 fort (Chhota Pana Fort)                                                                                       | Raja Randhir Singh Ji                                           |
| 25.Danta                                       | Girdhar Ji Ka              | Thakur          | Thakur Amar Singh Ji                            | 1669          | 2 forts | -                                                               |
| 26.Khood                                       | Girdhar Ji Ka              | Thakur          | Thakur Shyam Singh Ji                           | 1652          | 1 fort | -                                                               |
| 27.Khachariawas                                | Ladkhani                   | Thakur          | Thakur Lal Singh Ji                             | 1618          | 1 fort i 2 havelis                                                                                              | Thakur Virender Singh Ji                                        |
| 28.Khatu                                       | Ladkhani                   | Thakur          | Thakur Kesari Singh Ji                          | ?             | ? | Thakur Bharat Singh Ji                                          |
| 29.Pachar                                      | Sanwal Das Ji Ka           | Thakur          | Thakur Bhim Singh Ji                            | ?             | 1 fort (Castell de Pachar Arxivat 2010-01-25 a Wayback Machine.)                                                | Thakur Shivnath Singh Ji (polític del BJP)                      |

Aquestes thikanes tenen les seves banderes i escuts propis.

## Genealogia de la nissaga dels Shekawats
- Raja Udatakaran d'Amber 1367-1389
  - Rao Baloji 1389-1430, tercer fill, va rebre Barwara
    - Rao Mokalji de Barwara 1430-1445 
      - Rao Shekhaji 1445-1488, fundador d'Amarsar el 1460
        - Rao Raimal d'Amarsar 1488-1537
          - Rao Suja Singh d'Amarsar 1537-1548
            - Rao Lunkaran d'Amarsar 1548-1584
              - Rao Manohar, fundador de Manoharpur, després Shahpura.

            - Rao Raisal (va heretar Khandela) 1584-1614
              - Thakur Lad Singh (o Lad Khan) de Khachariawas (
                - Rao Bhojraj by 4th wife) 1621-1640, de Kosambi (des de 1608)
                  - Raja Todar Mal d'Udaipurwati 1640-1658,

Un descendents de Bhojraj, Thakur Sardul Singh, va conquerir als nawabs de kaimkhani el territori de Jhunjhunu, el 1730,. Va morir el 1742. Els seus fills i descendents foren l'origen de diverses branques. Sota domini britànic les principals thikanes eren Sikar i Khetri i les dues branques de Khandela.

## Branques
- Bhojraj Ji Ka
  - Udaipurwati (Pentalisa)
    - Jhajhar
    - Gudhagaurji
    - Chirana
    - Branca de Thakur Salehdi Singh (1687-1767) o Kedh
    - Nangali
    - Khirod
    - Moonwari [Mohanwari]
    - Jakhal
    - Chapoli
    - Gura
    - Paunkh

  - Panch Pana (descendents de Sardhul, sis fills, un mort jove i la seva part va passar als altres que van formar cinc parts o línies: Panch Pana = Cinc línies; després un segon germà va morir sense successió i van quedar només quatre línies multiplicades a la següent generació)
    - Branca de Thakur Zorawar Singh o Chowkari
    - Malsisar
    - Mandrella
    - Chanana
    - Gangiyasar
    - Tain
    - Sirohi
    - Dabdi
    - Descendants de Thakur Kishan Singh o Khetri
    - Alsisar I
    - Alsisar II
    - Heerwa
    - Sigra
    - Arooka
    - Badangarh
    - Descendants de Thakur Nawal Singh o Nawalgarh
      - Mandawa
        - Mandawa I
        - Mandawa II

    - Mahensar
    - Parasrampura
    - Mukundgarh
    - Dorasar
    - Pacheri
    - Ismailpur
    - Jakoda
    - Kolinda
    - Descendants de Thakur Kesari Singh o Dundlod
    - Bissau
    - Surajgarh
- Ugarsen Ji Ka
- Gopal Ji Ka
- Achaldas Ji Ka
  - Jahota
- Bhairo Ji Ka
- Tejsi Ji KA
- Taknet
- Khejroliya
  - Khejroli
- Milakpuriya
  - Milakpur, granted to Kunwar Trilok, younger son of Rao Shekha.
- Dundawat
- Girdhar Ji Ka
  - Khandela Sènior
  - Khandela Junior
  - Danta
  - Khood
  - Surera, site of a Castle.
  - Banuda
  - Ralawta
  - Palsana
  - Ramgarh
  - Bawari, etc.
- Rao Ji Ka
  - Sikar
  - Kasli
  - Shyamgarh
  - Sarwari, etc.
- Ladkhani
  - Khachariawas
  - Khatu
  - Lamia
  - Dhingpur
  - Vajiwas
  - Roolana
  - Singhasan
  - Pachar
  - Bidoli
- Tajkhani
- Hariram Ji Ka
  - Mundro
  - Awawas
  - Lasada
- Parasram Ji Ka
- Ratnawat

### Monuments
Hi ha més de 50 forts i palaus, bona part dels quals són actualment hotels. Els principals són:
- Castle Mandawa (Fort de Mandawa), construït el 1755.
- Fort de Dundlod, de 1750
- Palau de Roop Niwas Kothi
- Fort de Mukundgarh, de 1859
- Narain Niwas Castle (Fort de Mahansar), de 1768
- Alsisar Mahal (Fort d'Alsisar)
- Dera Danta Kila (Fort de Danta), doble fortalesa, de 1702
- Castle Pachar
- Fort de Surajgarh
- Arooka Castle

Hi ha també nombrosos havelis, temples i frescos.

### Llocs turísticss
- Forts, castells i palaus
- Safaris a cavall
  - Shekhawati Horse Brigade, Nawalgarh
  - Dundlod cavalry, Dundlod
- The Heritage on Wheels, un tren de luxe que creua la regió
- Havelis